# اتفاقيات جنيف

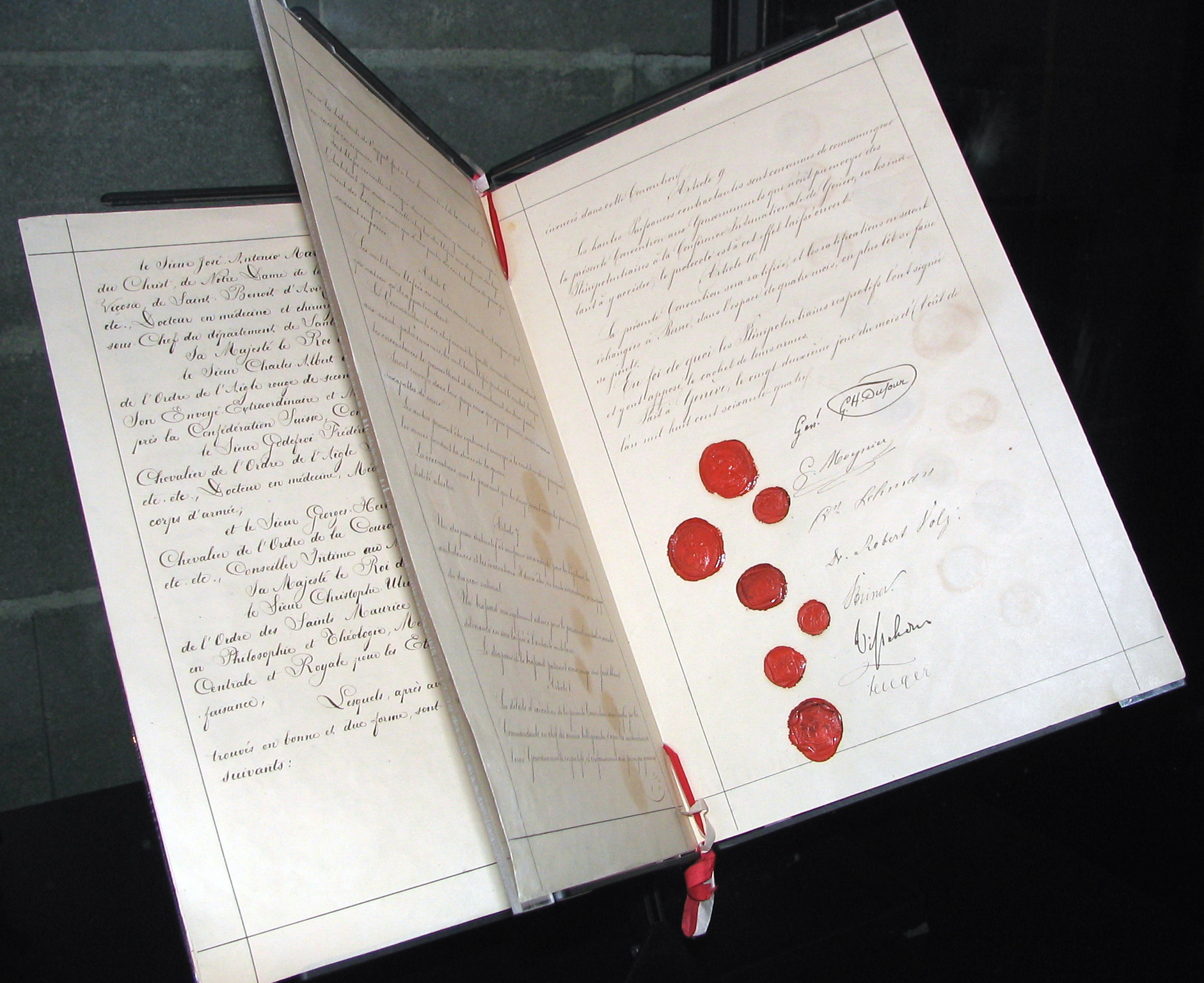
الوثيقة الأصلية لأول اتفاقية

اتفاقية جنيف هي مجموعة من أربع اتفاقيات دولية تمت الأولى منها في 1864م وآخرها في عام 1949م تتناول حماية حقوق الإنسان الأساسية في حالة الحرب، أي طريقة الاعتناء بالجرحى والمرضى وأسرى الحرب، حماية المدنيين الموجودين في ساحة المعركة أو في منطقة محتلة إلى آخره. دعت إلى الاتفاقية الأولى اللجنة الدولية لإغاثة الجنود الجرحى (تأسست في 1863م) (أصبحت تسمى بدءً من 1876م وإلى اليوم ب"اللجنة الدولية للصليب الأحمر") الصليب الأحمر كمنظمة دولية محايدة لمعالجة شؤون الجرحى وأسرى الحرب. عند صياغة الاتفاقية الرابعة في 1949م عُدلت نصوص الاتفاقيات الثلاثة السابقة ودمج النصوص الأربعة في اتفاقية موحدة. تلحق باتفاقية جنيف ثلاثة بروتوكولات وهي عبارة عن إضافات وتعديلات للاتفاقية الأصلية. أُلحق البروتوكولات بين عام 1977م وعام 2005م. انضم إلى اتفاقية جنيف 190 دولة، أي عموم دول العالم تقريباً، مما يجعلها أوسع الاتفاقيات الدولية قبولاً، وجزء أساسي مما يسمى بالقانون الدولي الإنساني.

## التاريخ
ذهب رجل الأعمال السويسري جان هنري دونانت لزيارة الجنود الجرحى بعد معركة سولفرينو عام 1859م. وقد صدمه نقص المرافق والأفراد والمساعدات الطبية المتاحة لمساعدة هؤلاء الجنود. ونتيجة لذلك، نشر كتابه ذكرى سولفرينو (بالفرنسية: Un souvenir de Solférino) (وبالإنجليزية: A Memory of Solferino) عام 1862م عن أهوال الحرب. ألهمت تجاربه في زمن الحرب دونانت ليقترح:
- وكالة إغاثة دائمة للمساعدات الإنسانية في أوقات الحرب.
- معاهدة حكومية تعترف بالدولة الحيادية وتسمح لها بتقديم المساعدة في منطقة حرب.

أدى الاقتراح السابق إلى إنشاء الحركة الدولية للصليب الأحمر والهلال الأحمر في جنيف. أدى هذا الأخير إلى اتفاقية جنيف الأولى لعام 1864م، وهي أول معاهدة دولية مقننة غطت حق الجنود المرضى والجرحى في ساحة المعركة. في 22 أغسطس 1864م، دعت الحكومة السويسرية حكومات جميع الدول الأوروبية، وكذلك الولايات المتحدة والبرازيل والمكسيك، لحضور مؤتمر دبلوماسي رسمي. أرسلت ست عشر دولة إجمالي ستة وعشرين مندوباً إلى جنيف. في 22 أغسطس 1864م، اعتمد المؤتمر اتفاقية جنيف الأولى «لتحسين حالة الجرحى في الجيوش الذين أصيبوا في ميدان الحرب». وقع ممثلو 12 دولة ومملكة على الاتفاقية:
- سويسرا
- دوقية بادن الكبرى
- بلجيكا
- الدنمارك
- إسبانيا
- الإمبراطورية الفرنسية الثانية
- مملكة فورتمبيرغ
- مملكة بروسيا
- مملكة البرتغال
- مملكة هولندا
- مملكة إيطاليا
- دوقية هسن الكبرى

وبسبب هذين الإنجازين، ترشح هنري دونانت للحصول على جائزة نوبل الأولى للسلام في عام 1901م.
في 20 أكتوبر 1868م، أُجريت أول محاولة فاشلة لتوسيع نشر معاهدة 1864م. وبظهور «المواد الإضافية المتعلقة بحالة الجرحى في الحرب»، بدأت محاولة لتوضيح بعض قواعد اتفاقية 1864م وتوسيع اعتمادها في الحرب البحرية. وُقع على المواد ولكن صُدق عليها فقط من قبل هولندا والولايات المتحدة الأمريكية. وسحبت هولندا فيما بعد مصادقتها عليها. وتحققت حماية ضحايا الحرب البحرية لاحقاً من خلال اتفاقية لاهاي الثالثة لعام 1899م واتفاقية لاهاي العاشرة لعام 1907م.
في عام 1906م، حضرت خمس وثلاثون ولاية مؤتمراً عقدته الحكومة السويسرية. في 6 يوليو 1906، اعتُمدت «اتفاقية تحسين حالة الجرحى والمرضى في الجيوش في ميدان الحرب»، والتي حُسنت واستكملت لأول مرة في اتفاقية 1864م. وظلت هذه الاتفاقية سارية حتى عام 1970م عندما انضمت كوستاريكا إلى اتفاقيات جنيف لعام 1949م.
أسفر مؤتمر عام 1929م عن اتفاقيتين وُقع عليهما في 27 يوليو 1929م. أولًا، حلت «اتفاقية تحسين حالة الجرحى والمرضى في الجيوش في الميدان»، النسخة الثالثة محل الاتفاقية الأصلية لعام 1864م. وقد اعتُمدت الاتفاقية الأخرى بعد أن أظهرت التجارب في الحرب العالمية الأولى أوجه العجز في حماية أسرى الحرب بموجب اتفاقيات لاهاي لعامَي 1899م و1907م. لم تكن «الاتفاقية المتعلقة بمعاملة أسرى الحرب» لتحل محل هذه الاتفاقيات السابقة الموقعة في لاهاي، بل كانت مكملة لها.

## الاتفاقية الأولى

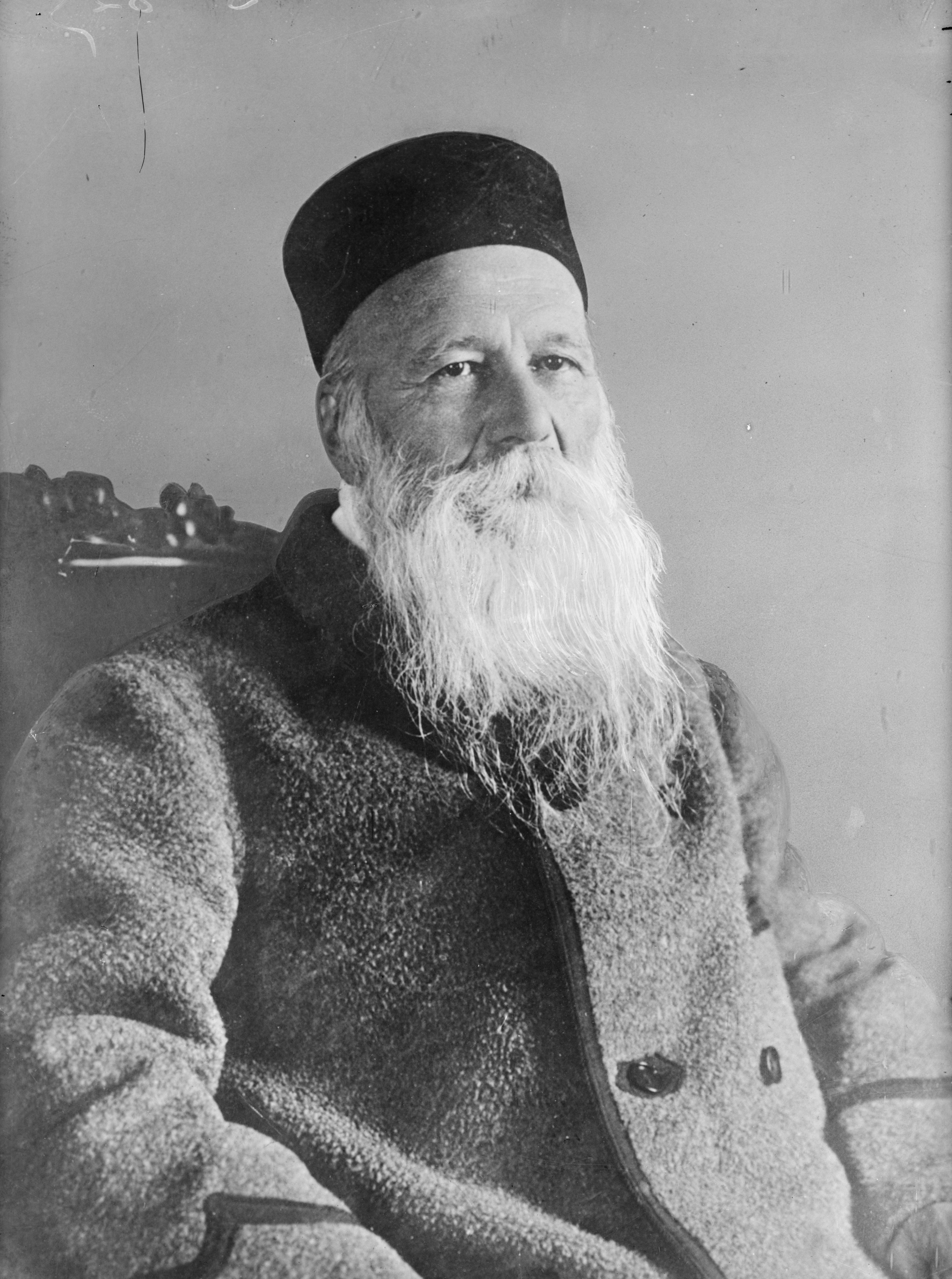
هانري دونو

اتفاقية جنيف لتحسين حال الجرحى والمرضى من القوات المسلحة في الميدان، سارية الفعل منذ توقيعها في 12 أغسطس 1949م وهي أول اتفاقية من أصل أربع.
هذه الاتفاقية هي تطوير لاتفاقية جنيف لسنة 1864م والتي جاءت بمبادرة من جان هنري دونانت (سويسري من قاطني جنيف)، الذي هاله ما وقع من فظائع في معركة سولفرينو فألف كتابا بعنوان ذكرى من سولفرينو طرح من خلاله فكرتين هما:
- ضرورة إنشاء هيئة إغاثة في كل دولة تقوم بنجدة ضحايا الحروب.
- ضرورة تحديد قوانين للسماح بتمريض الجنود الجرحى مهما كانت هويته.

كان أول تطبيق لاتفاقية 1864م في الحرب العالمية الأولى، جاءت الاتفاقية الأولى لسنة 1949م كامتداد وتطوير مهم لها.

## الاتفاقية الثانية
وُقِعت في 12 أغسطس 1949م لتحسين حال جرحى ومرضى وغرقى القوات المسلحة في البحار.

## الاتفاقية الثالثة
و تعنى الاعتناء بأسرى الحرب ووُقِعت في 12 أغسطس 1949م وتعنى بشأن معاملة أسرى الحرب.

## الاتفاقية الرابعة
وقِعت في 12 أغسطس 1949م وتعنى بالمدنيين وحمايتهم في حال الحرب. وتنص هذه الاتفاقية على طبيعة الحكم في مناطق محتلة بحرب ومبادئ ملزمة على دولة ما إذا أدارت شؤون منطقة احتلتها بقوة. ومن أبرز هذه المبادئ هي الحفاظ على الحالة القانونية القائمة في المنطقة عند احتلالها، الحظر على نقل سكان محليين خارج المنطقة قهرياً والحظر على إسكان مواطني الدولة في المنطقة المحتلة. ومن أبرز المناطق الخاضعين حالياً لمبادئ اتفاقية جنيف الرابعة هي الضفة الغربية التابعة لدولة فلسطين المعترف بها في الأمم المتحدة والتي احتلتها إسرائيل في 1967م. ويُعتبر بناء مستوطنات إسرائيلية في هذه المنطقة حسب القانون الدولي وبنظر الكثير من الدول والمنظمات الدولية مخالفة الحظر على إسكان مواطني الدولة المحتلة للمنطقة فيها.
لا يعتبر من الأشخاص المحميين بمفهوم هذه الاتفاقية الأشخاص الذين تحميهم اتفاقية جنيف لتحسين حال الجرحى والمرضى بالقوات المسلحة في الميدان، المؤرخة في 12 آب/ أغسطس 1949م، أو اتفاقية جنيف لتحسين حال جرحى ومرضى وغرقى القوات المسلحة في البحار، المؤرخة في 12 آب/ أغسطس 1949م، أو اتفاقية جنيف بشأن معاملة أسرى الحرب المؤرخة في 12 آب / أغسطس 1949م

## البروتوكولات الإضافية
أُضيفت بروتوكولين اثنين في 8 يونيو 1977م. خصص البروتوكول الأول للحروب بين الدول بينما خصص البروتوكول الثاني للحروب داخل دولة واحدة (أهمها الحروب الأهلية). وقد تعرض البروتوكول الثاني لعديد الاعتراضات من قبل الدول، وقد تمت إضافة بروتوكول ثالث سنة 2005 يخص شعار المُنَظَمة.

## وصلات خارجية
- فهرس حقوق الإنسان في الدول العربي
- اتفاقيات جنيف: جوهر القانون الدولي الإنساني (اللجنة الدولية للصليب الأحمر)
- تذكار سولفرينو  - هنري دونان
- قصة فكرة يحكي فيلم الرسوم المتحركة -قصة فكرة- قصة ميلاد الحركة الدولية للصليب الأحمر والهلال الأحمر وتاريخها حتى يومنا هذا.
- المقصود بالمخالفات الجسيمة وفقا لاتفاقيات جنيف والبروتوكولات الثلاثة الإضافية
- ذكرى مرور ستين عاما على اتفاقيات جنيف: استخلاص العبر من الماضي استشرافا لمستقبل أفضل
- وثائق موجز الأحكام والفتاوى والأوامر الصادرة عن محكمة العدل الدولية من سنة 2003م-2007م الصفحات من 45-66 بخصوص عدم مشروعية قيام إسرائيل ببناء مستوطنات في الأراضي التي احتلتها عام 1967م من أراضي الضفة الغربية التابعة لفلسطين https://www.icj-cij.org/public/files/summaries/summaries-2003-2007-ar.pdf